# علاء الدين أبو الغنائم سعد
علاء الدين أبو الغنائم سعد كان رجل دولة إيرانيًا من عائلة فسنجاس، شغل منصب وزير للحاكم البويهي الملك الرحيم (الذي حكم في 1048-1055) من عام 1048 إلى عام 1055.

## السيرة
أبو الغنائم سعد هو ابن إلى ذي السعدات الذي كان وزيرا للحكام البويهيين جلال الدولة وأبو كاليجار. وفي فترة مبكرة من حياته شارك أبو الغنائم سعد في غزوات والده في منطقة البطيحة [الإنجليزية]. وعند تولي الملك الرحيم ابن أبي كليجار الحكم سنة 1048م، عُيّن أبو الغانم سعد وزيرًا له، على الرغم من عدم معرفة أي شيء عنه أثناء هذه الخدمة.
في عام 1055، استولى الحاكم السلجوقي طغرل على بغداد وخلع الملك الرحيم. فعينه الوزير السلجوقي الكندوري حاكمًا لمدينة واسط بعد فترة وجيزة، لكن كان يشتبه في أنه كان يعد لتمرد من خلال تعزيز دفاعات المدينة. أدى هذا بعد فترة وجيزة إلى حملة سلجوقية على واسط؛ فثار أبو الغنائم سعد وتحالف مع البساسيري، الذي غير ولاءهما علنًا إلى الخلافة الفاطمية في مصر. ومع ذلك، هُزم في النهاية في عام 1057 وقُبض عليه وأُعدم. كان موته بمثابة نهاية عائلة فسنجاس.